# Gorden Sudeck
Gorden Sudeck (* 9. Februar 1975 in Lübbecke) ist ein deutscher Sportwissenschaftler und Hochschullehrer.

## Leben
Von 1996 bis 2001 absolvierte Sudeck an der Universität Bielefeld ein Studium der Sportwissenschaft mit dem Schwerpunkt Prävention und Rehabilitation und war ab 1997 studentischer Mitarbeiter sowie ab 2001 wissenschaftlicher Angestellter bei Klaus Willimczik im Arbeitsbereich „Bewegung und Motorik“ der Abteilung Sportwissenschaft. 2004 schloss er in Bielefeld den Postgraduiertenstudiengang im Fach Gesundheitswissenschaften ab. 2006 erlangte er den Doktorgrad an der Fakultät für Psychologie und Sportwissenschaft der Universität Bielefeld. Seine Dissertation mit dem Thema „Motivation und Volition in der Sport- und Bewegungstherapie“ wurde mit „summa cum laude“ bewertet und 2007 mit dem Karl-Feige-Preis der Arbeitsgemeinschaft für Sportpsychologie in Deutschland ausgezeichnet und erreichte beim Wissenschaftspreis 2005/06 des Deutschen Olympischen Sportbundes den zweiten Platz.
Von 2006 bis 2019 war Sudeck unter Achim Conzelmann zunächst Assistent am Institut für Sportwissenschaft der Universität Bern und ab Februar 2009 bis Oktober 2009 Assistenzprofessor für Sport und Gesundheit am Institut für Sportwissenschaft der Uni Bern.
Im Oktober 2011 trat Sudeck an der Eberhard Karls Universität Tübingen eine Professorenstelle für Sportwissenschaft mit dem Schwerpunkt Gesundheitsbildung an und übernahm die Leitung des Arbeitsbereichs Bildung- und Gesundheitsforschung im Sport.
Zu seinen Forschungsschwerpunkten zählen das Zusammenwirken von Sport, Gesundheit und Persönlichkeitsentwicklung aus handlungs- und entwicklungspsychologischer Sichtweise, Gesundheitsbildung in und außerhalb der Schule, Sport und Bewegung in unterschiedlichen Lebensphasen, Bewegung und Wohlbefinden, Gesundheit und Rehabilitation, bewegungstherapeutische Interventionen.
Im Mai 2017 wurde er als Vizepräsident Gesundheit in den Vorstand der Arbeitsgemeinschaft für Sportpsychologie in Deutschland gewählt. Er blieb bis 2019 im Amt.

## Auszeichnungen
- 2002: Studienpreis der Arbeitsgemeinschaft für Sportpsychologie in Deutschland
- 2007: Karl-Feige Preis für „hervorragende Leistungen des wissenschaftlichen Nachwuchses in der Sportpsychologie“[6] der Arbeitsgemeinschaft für Sportpsychologie in Deutschland
- 2009: Sieger des „Publikationspreises Spirtwissenschaftlicher Nachwuchs“ der Deutschen Vereinigung für Sportwissenschaft[7]